# Chardi Landu
Chardi Mpindi Landu (18 luglio 2000) è un calciatore olandese, attaccante svincolato.

## Biografia
Nato nei Paesi Bassi, Landu ha origini congolesi.

## Caratteristiche tecniche
È un esterno sinistro d'attacco.

## Carriera
Cresciuto nel settore giovanile del PEC Zwolle, ha esordito in prima squadra il 15 agosto 2021 subentrando a Gervane Kastaneer in occasione dell'incontro di Eredivisie perso per 1-0 contro il Vitesse. Il 12 agosto 2022 realizza la sua prima rete e, contestualmente, la sua prima doppietta con la maglia del PEC Zwolle, in occasione della partita di campionato vinta per 5-0 in casa del Telstar. Il 26 giugno 2023 si svincola dal club.
Il 3 luglio 2023 firma un contratto biennale con l'Emmen, club militante in Eerste Divisie.

## Statistiche

### Presenze e reti nei club
Statistiche aggiornate al 7 marzo 2024.
| Stagione          | Squadra           | Campionato        | Campionato | Campionato | Coppe nazionali | Coppe nazionali | Coppe nazionali | Coppe continentali | Coppe continentali | Coppe continentali | Altre coppe | Altre coppe | Altre coppe | Totale | Totale | Totale |
| Stagione          | Squadra           | Comp              | Pres       | Reti       | Comp            | Pres            | Reti            | Comp               | Pres               | Reti               | Comp        | Pres        | Reti        | Pres   | Reti   |        |
| ----------------- | ----------------- | ----------------- | ---------- | ---------- | --------------- | --------------- | --------------- | ------------------ | ------------------ | ------------------ | ----------- | ----------- | ----------- | ------ | ------ | ------ |
| 2021-2022         | PEC Zwolle        | ED                | 11         | 0          | CO              | 0               | 0               | -                  | -                  | -                  | -           | -           | -           | 11     | 0      |        |
| 2022-2023         | PEC Zwolle        | EED               | 11         | 2          | CO              | 1               | 0               | -                  | -                  | -                  | -           | -           | -           | 12     | 2      |        |
| Totale PEC Zwolle | Totale PEC Zwolle | Totale PEC Zwolle | 22         | 2          |                 | 1               | 0               |                    | -                  | -                  |             | -           | -           | 23     | 2      |        |
| 2023-2024         | Emmen             | EED               | 10         | 0          | CO              | 0               | 0               | -                  | -                  | -                  | -           | -           | -           | 10     | 0      |        |
| Totale carriera   | Totale carriera   | Totale carriera   | 32         | 2          |                 | 1               | 0               |                    | -                  | -                  |             | -           | -           | 33     | 2      |        |